# Macroglossum arimasi
Macroglossum arimasi là một loài bướm đêm thuộc họ Sphingidae, chi Macroglossum.